# إبراهيم باه
إبراهيم باه (بالإنجليزية: Ibrahim Bah)‏ هو لاعب كرة قدم سيراليوني في مركز الوسط، ولد في 8 مارس 1969 في كويدو في سيراليون. شارك مع منتخب سيراليون لكرة القدم. أما مع النوادي، فقد لعب مع نادي بورتس أوثوريتي.

## وصلات خارجية
- إبراهيم باه على موقع الاتحاد الدولي (مؤرشف)  (الإنجليزية)
- إبراهيم باه على موقع قاعدة بيانات كرة القدم.إي يو (الإنجليزية)
- إبراهيم باه على موقع ناشيونال فوتبول تيمز (الإنجليزية)